# La mamma non torna più
La mamma non torna più (Little Mister Jim) è un film del 1947 diretto da Fred Zinnemann.
È un film drammatico statunitense con Jackie 'Butch' Jenkins, James Craig e Frances Gifford. È basato sul romanzo del 1943  Army Brat di Tommy Wadelton.

## Produzione
Il film, diretto da Fred Zinnemann su una sceneggiatura di George Bruce e un soggetto di Tommy Wadelton, fu prodotto da Orville O. Dull per la Metro-Goldwyn-Mayer e girato dall'8 ottobre 1945 all'inizio di gennaio 1946; dopo un riscontro negativo ad una première, ulteriori riprese furono girate da metà febbraio all'inizio di marzo 1946. Il titolo di lavorazione fu  Army Brat.

## Distribuzione
Il film fu distribuito con il titolo Little Mister Jim negli Stati Uniti nell'aprile del 1947 al cinema dalla Metro-Goldwyn-Mayer.
Altre distribuzioni:
- in Svezia il 17 marzo 1947 (Lille mr Jim)
- in Italia (La mamma non torna più)
- in Brasile (O Pequeno Mister Jim)